# Scyllarides
Scyllarides là một chi tôm mũ ni trong họ Scyllaridae.

## Đặc trưng
Chi Scyllarides được phân loại thuộc về phân họ Arctidinae, phân biệt với các phân họ khác bởi sự hiện diện của các chân ngoài nhiều khớp trên cả ba chân hàm trên và một mặt lòng chân ba đốt ở hàm dưới. Chi duy nhất khác trong phân họ, Arctides, được phân biệt bằng cách có hình dạng mai được tinh xảo hơn, có thêm một gai phía sau mỗi mắt và một rãnh ngang trên đoạn đầu tiên của bụng. 

## Lịch sử phân loại
Năm 1849, Wilhem de Haan đã chia chi Scyllarus thành hai chi riêng biệt, Scyllarus và Arctus. Tuy nhiên, ông đã nhầm lẫn khi đưa loài Scyllarus điển hình vào chi Arctus. Điều này về sau được xác nhận bởi nhà ngư loại học Theodore Gill, người mà vào năm 1898 đã đồng nghĩa Arctus với Scyllarus, và đặt ra một chi mới Scyllarides để giữ loài mà De Haan đã đặt trong Scyllarus.

## Các loài
Chi Scyllarides bao gồm các loài còn tồn tại sau: 
- Scyllarides aequinoctialis (Lund, 1793)
- Scyllarides astori Holthuis, 1960
- Scyllarides brasiliensis Rathbun, 1906
- Scyllarides deceptor Holthuis, 1963
- Scyllarides delfosi Holthuis, 1960
- Scyllarides elisabethae (Ortmann, 1894)
- Scyllarides haanii (De Haan, 1841)
- Scyllarides herklotsii (Herklots, 1851)
- Scyllarides latus (Latreille, 1802)
- Scyllarides nodifer (Stimpson, 1866)
- Scyllarides obtusus Holthuis, 1993 [6]
- Scyllarides roggeveeni Holthuis, 1967
- Scyllarides squammosus (H. Milne-Edwards, 1837)
- Scyllarides tridacnophaga Holthuis, 1967

 
Ngoài ra, còn có 2 loài thuộc chi Scyllarides đã tuyệt chủng được biết đến từ Thế Eocen ở Châu Âu:
- Scyllarides bolcensis de Angeli & Garassino, 2008 [7]
- Scyllarides tuberculatus (König, 1825) [8]